# Lesko
Lesko este un oraș în Polonia. Orașul datează din secolul al XV-lea.